# Uldale Force
Uldale Force ist ein Wasserfall im Verlauf des River Rawthey in Cumbria, England. Der Wasserfall ist nur entlang des Verlaufes des River Rawthey zugänglich und liegt nahe der Entstehung des Flusses in einem engen Tal, das vom Holmes Moss und dem nordöstlichen Ende von Baugh Fell gebildet wird. Der Fluss fällt in diesem Bereich über verschiedene Stufen, deren höchste 15 m misst.